# Consto Arena
Die Consto Arena ist ein Fußballstadion in der norwegischen Stadt Mjøndalen, Kommune Drammen. Der Fußballverein Mjøndalen IF (kurz: MIF) trägt hier seine Spiele in der Anlage aus.

## Geschichte
Im Jahr 1950 entstand das damalige Nedre Eiker Stadion. Acht Jahre später erhielt die Spielstätte ein Naturrasenspielfeld. Eine Erhöhung der Platzkapazität fand 1968 statt. Im selben Jahr wurde bei einer Begegnung zwischen dem MIF und Rosenborg Trondheim der Besucherrekord von 15.300 Zuschauern aufgestellt. 1985 wurden die Sitzplätze erneuert und 1992 wurde ein neues Gebäude mit Umkleidekabinen errichtet. Zu dieser Zeit bot das Stadion 4.500 Plätze.
Nach einem Umbau von 2011 bis 2012 wurde das umbenannte Mjøndalen-Stadion am 28. April des Jahres eingeweiht. Es hatte nun 2.500 Plätze. Die Anlage wurde unter anderem mit einer neuen Haupttribüne mit 1.500 Sitzplätzen, einem Kunstrasenspielfeld mit Rasenheizung und einer Flutlichtanlage ausgestattet.
Der Mjøndalen IF stieg zur Saison 2015 nach 23 Jahren wieder in die Tippeligaen, die höchste norwegische Spielklasse, auf. Im Zuge dessen wurde das Mjøndalen-Stadion erneut umgebaut, um der Mindestanforderung des Fußballverbandes NFF von 3.000 Sitzplätzen nachzukommen. Die Spielstätte wurde auf 4.200 Plätze, davon 3.000 Sitzplätze, ausgebaut. Die Arbeiten wurden bis zum Saisonstart am 6. April 2015 gegen Viking Stavanger abgeschlossen. Für das Bauprojekt wurden neun Millionen NOK ausgegeben. Mit dem Umbau erhielt die Anlage den neuen Sponsornamen Isachsen Stadion, nach dem ausführenden Unternehmen Isachsen.
Seit dem 1. Januar 2019 trägt die Spielstätte aufgrund eines Sponsoringvertrags mit dem norwegischen Baukonzern Consto den Namen Consto Arena.

## Wichtige Spiele
Im Stadion fand unter anderem das Hinspiel der ersten Runde im Europapokal der Pokalsieger 1969/70 zwischen Mjøndalen IF und Cardiff City statt. Die Waliser gewannen die Partie am 16. September 1969 mit 1:7. Des Weiteren wurde am 28. September 1977 die Rückrundenpartie der ersten Runde des UEFA-Pokals 1977/78 ausgetragen. Im Stadion war der FC Bayern München zu Gast und gewann nach einem 8:0-Sieg im Hinspiel auch das Rückspiel gegen den Mjøndalen IF mit 4:0. In der ersten Runde im UEFA-Pokal 1987/88 traf Mjøndalen IF am 15. September 1987 auf den SV Werder Bremen. Die Partie endete mit einer 0:5-Niederlage der Heimmannschaft. Im Achtelfinale der UEFA Women’s Champions League 2012/13 empfing die Mannschaft von Røa IL den VfL Wolfsburg. Die späteren Siegerinnen aus Wolfsburg erspielten sich ein 1:1-Unentschieden.
Während der U-19-Fußball-Europameisterschaft der Frauen 2014 fanden drei Partien des Turniers in Mjøndalen statt. Dabei spielten am 18. Juli England und Irland (1:2) sowie am 21. Juli die Niederlande und Belgien (1:0) gegeneinander. Im zweiten Halbfinale am 24. Juli unterlag Irland den späteren Europameisterinnen aus den Niederlanden mit 0:4.